# Lenka Szántó
Lenka Szántó (* 1. června 1981 Benešov[zdroj?]) je česká scenáristka, dramaturgyně a producentka, která nyní[kdy?] působí na TV Nova. Její díla se vysílala také na České televizi.

## Život a novinářská dráha
Studovala na Gymnáziu Benešov. Už během studií začala od roku 1997 přispívat do místního deníku Jiskra Benešov. Následně vystudovala obory mediální studia a sociální politiku na Fakultě sociálních studií MU. Titul Mgr. dokončila v oboru žurnalistika na pražské Fakultě sociálních věd UK.[zdroj?]
Profesionální novinářskou dráhu započala na jaře 2001 ve Večerníku Praha, posléze, ještě na brněnských studiích, začala pracovat jako regionální reportérka TV Nova. V roce 2004 přešla do centrální zpravodajské redakce TV Nova pod vedením šéfredaktora Pavla Zuny, kde pracovala jako reportérka domácího zpravodajství. Pod stejným vedením spoluzakládala televizní magazín Víkend. Po krátkém intermezzu ve zpravodajské televizní stanici Z1, kde působila i jako zpravodajka pro slovenskou stanici TA3, se vrátila na TV Nova a stala se vedoucí vydání pořadu Snídaně s Novou. Během transformace zpravodajství TV Nova na digitální způsoby natáčení postoupila na pozici editorky Odpoledních Televizních novin.[zdroj?]
Na TV Nova se seznámila s redaktorem zahraniční redakce Jakubem Szántó. V roce 2008 se jim narodil první syn Eliáš, o dva roky později druhý.[zdroj?]

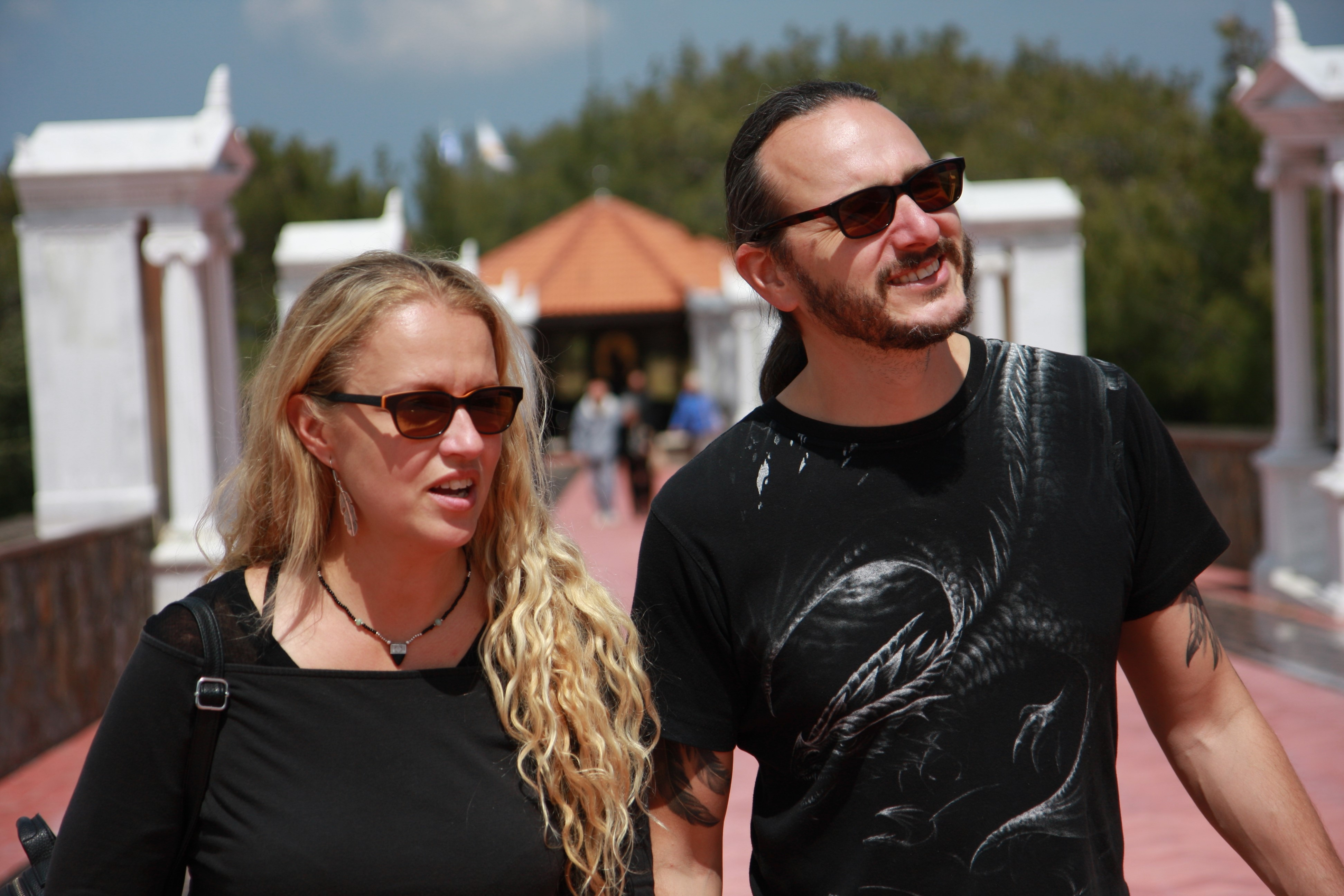
Lenka Szántó s manželem Jakubem Szántó

V letech 2013 až 2018 žila v izraelském městě Herzlija, odkud její manžel působil jako blízkovýchodní zpravodaj České televize. Během svého pobytu zažila jak izraelsko-gazskou válku v roce 2014 tak i vlnu teroristických útoků v letech 2015 a 2016. O pobytu na Blízkém východu si vedla osobitý rodinný blog Us in the Holy Land.[zdroj?]

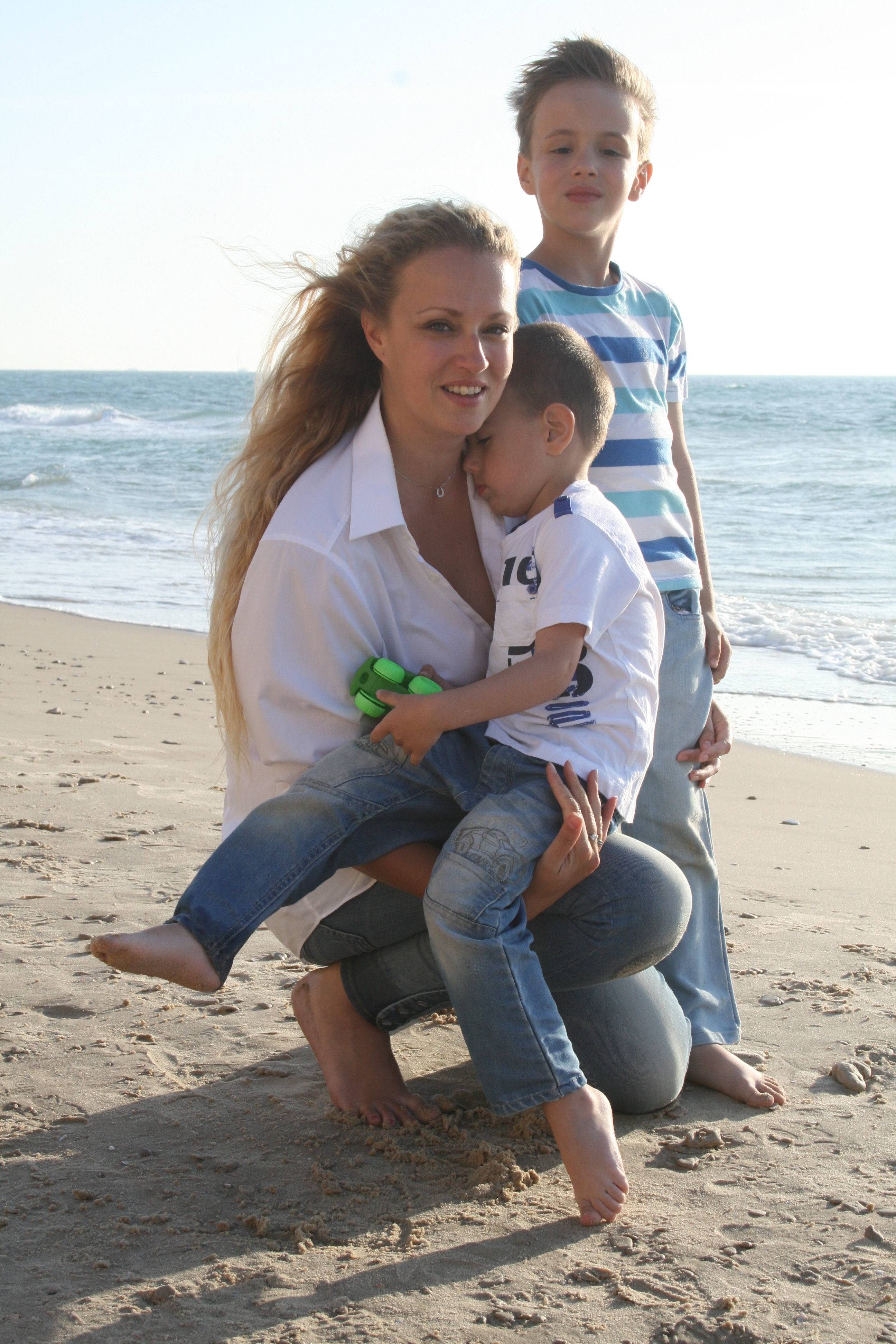
Lenka Szántó se syny

## Scenáristika
Během rodičovské dovolené přešla Lenka Szántó z televizní žurnalistiky ke scenáristice, když se stala členkou autorského týmu seriálu Ulice. Zde působila jako autorka dějových linek i dialogů v letech 2009–2013.[zdroj?]
Svůj první samostatný scénář napsala pro Českou televizi. Dokudrama Pot, slzy a naděje odvysílané v roce 2014 sleduje šestici talentovaných dětí a jejich ambiciózní rodiče. Během svého pobytu v Izraeli napsala scénář pro dvojdílný film Metanol z produkce České televize o metanolové aféře z roku 2012. Minisérie byla nominována na ocenění Český lev.
Od návratu do ČR působí Lenka Szántó jako dramaturgyně, posléze manažerka vývoje nových formátů na TV Nova.[zdroj?]
V dubnu 2020, na začátku koronavirové krize, adaptovala se scenáristicko-dramaturgickým týmem seriál Ulice pro minisérii Ulice v karanténě.

## Produkce na TV Nova
Od ledna 2021 pracuje Lenka Szántó jako kreativní producentka projektů určených pro TV Nova i platformu VOYO pod značkou Voyo Originál.[zdroj?]
Pod jejím vedením zatím vznikly seriály Národní házená, Jitřní záře, Extraktoři, Záhadné případy a Vraždy v kraji. Další jsou[kdy?] ve fázi vývoje nebo výroby.[zdroj?]
Lenka Szántó je od roku 2023 členkou Advisory Board na CME Content Academy, pravidelně spoluhodnotí klauzurní a absolventské práce studentů, účastní se příjímacího řízení.

## Ocenění
Dvojdílný film Metanol, na jehož tvorbě se Lenka Szántó podílela, byl jedním ze tří nominovaných na cenu Český lev 2018 v kategorii Nejlepší televizní film nebo minisérie.
Cena pro Metanol od Studentské poroty za nejlepší TV a internetový projekt – necyklická tvorba na 32. Finále Plzeň (2019).
Seriál Národní házená byl v roce 2022 nominován na cenu za nejlepší televizní a internetový projekt v kategorii “seriálová tvorba” na festivalu Finále Plzeň.[zdroj⁠?!]
Minisérie Jitřní záře byla v témže roce na Finále Plzeň nominována v kategorii nejlepší televizní a internetový projekt v kategorii „film a minisérie“ a jen o několik dní později získala ocenění Ostrovský dudek v kategorii seriálová tvorba na 54. ročníku Dětského filmového a televizního festivalu Oty Hofmana.
Seriál Extraktoři se stal nejúspěšnějším Voyo Originálem roku 2023[zdroj⁠?!] a jako první seriál z produkce Voyo uzavřel partnerství s mezinárodním distributorem, Keshet International.[zdroj⁠?!] Tento projekt dále posbíral následující ocenění: Madrid Film Awards 2024 – Cena za nejlepší web seriál, Police Film Festival Montepulciano 2024 – Cena za nejlepší dlouhometrážní film, NEM Market Awards 2024 – Cena za nejlepší seriál z regionu střední a východní Evropy.[zdroj⁠?!]